# Emmène-moi danser ce soir
Singles de Michèle Torr
Une petite Française
(1977) La Séparation
(1979)
Emmène-moi danser ce soir est une chanson de Michèle Torr, parue sur l'album du même nom et sortie en single 45 tours en 1978.
Le thème de cette chanson est romantique et évoque les difficultés d'un couple après plusieurs années de mariage.
Ce titre connaît un grand succès : il est la 15e meilleure vente de l'année 1978 en France, avec plus de 600 000 45 tours vendus.

## Liste des titres
| A1. | Emmène-moi danser ce soir | Jean Albertini, François Valéry    | François Valéry | 3:10 |
| B1. | Chanteuse                 | Didier Barbelivien, Jean Albertini | Yvon Rioland    | 2:59 |

## Crédits
- Michèle Torr – chant
- François Valéry – paroles, musique
- Jean Albertini – paroles
- Yvon Rioland – direction d'orchestre
- Yves Delaunay – ingénieur du son
- Rodolphe Haussaire – photographie

## Classements et certifications
| Classement (1978)                      | Meilleure position |
| -------------------------------------- | ------------------ |
| Belgique (Flandre Ultratop 50 Singles) | 20                 |
| France (IFOP)                          | 3                  |

| Classement (1978) | Position |
| ----------------- | -------- |
| France (SNEP)     | 15       |

### Certifications
| Région                         | Certification | Ventes/Streams |
| ------------------------------ | ------------- | -------------- |
| France (SNEP)                  | Or            | 600 000        |
| *Ventes selon la certification |               |                |

## Chanson au cinéma
Cette chanson a été utilisée dans trois films : 
- Ma vie en rose (1997) avec Michèle Laroque.
- Potiche (2010) de François Ozon où Catherine Deneuve alias Suzanne Pujol chante dans sa cuisine cette chanson en pensant à son mari Robert Pujol (Fabrice Luchini).
- Dernière Séance (2011) avec Pascal Cervo.
- Un petit miracle ( 2023) de Stéphanie Boudre avec Alice Pol, Eddy Mitchell...).